# Open Handset Alliance
La Open Handset Alliance és un consorci de 84 marques per desenvolupar estandàrds oberts per dispositus mòbils (telèfons, tauletes, etc.). Alguns dels seus membres són Google, HTC, Sony, Dell, Intel, Motorola, Qualcomm, Texas Instruments, Samsung Electronics, LG Electronics, T-Mobile, Nvidia, o Wind River Systems.

## Història
La OHA es va fundar el 5 de novembre del 2007 encapçalada per Google i 34 membres entre fabricants de dispositius mòbils, desenvolupadors d'aplicacions, operadors de telefonia mòbil i fabricants de microxips. Android, el programari insígnia del consorci, està basat en una llicència de programari lliure i competeix contra plataformes mòbils d'Apple, Microsoft, Nokia, HP, Research In Motion i Samsung Electronics.

## Productes
Al mateix moment d'anunciar la formació de l'Open Handset Alliance el 5 de novembre del 2007, la OHA també va donar a conèixer el sistema operatiu Android, una plataforma de codi obert per a telèfons mòbils basada en el Kernel Linux. Es va alliberar una versió perquè els desenvolupadors hi donessin un primer cop d'ull el 12 de novembre del 2007.
El primer telèfon comercial disponible que amb Android va ser l'HTC Dream (també se'l coneixia com el G1 de la companyia T-Mobile). El va aprovar la Comissió Federal de Comunicacions el 18 d'agost del 2008, i va estar disponible a partir del 22 d'octubre.

## Membres
Els membres de l'Open Handset Alliance són:
| Data d'incorporació | Operadors mòbils                                                                                        | Companyies de programari                                                                                               | Companyies comercialitzadores                                                | Empreses de semiconductors | Fabricants de telèfons mòbils |
| ------------------- | --- | --- | ---------------------------------------------------------------------------- | --- | --- |
| Membres fundadors   | - KDDI Corporation - NTT DoCoMo - Sprint Nextel - T-Mobile - China Mobile - Telecom Italia - Telefónica | - Ascender Corporation - eBay - Google - LivingImage - Myriad - Nuance Communications - PacketVideo - SkyPop - SONiVOX | - Aplix - Noser Engineering - The Astonishing Tribe - Wind River Systems     | - Audience - Broadcom Corporation - CSR Plc. (amb el nom de SiRF) - Intel Corporation - Marvell Technology Group - Nvidia Corporation - Qualcomm - Synaptics - Texas Instruments | - HTC - LG - Sony - Motorola Mobility (amb el nom de Motorola) - Samsung Electronics                                                                |
| Desembre 2008       | - Vodafone - Softbank                                                                                   | | - Borqs - Teleca                                                             | - AKM Semiconductor - ARM - Atheros Communications - ST-Ericsson (amb el nom de Ericsson Mobile Platforms)                                                                       | - ASUSTek - Garmin - Huawei Technologies - Sony Ericsson - Toshiba - Dell                                                                           |
| Maig-Juny 2009      | - China Unicom                                                                                          | - SVOX |                                                                              | | - Acer |
| Setembre 2009       | | |                                                                              | - MIPS Technologies | |
| Gener 2010          | | | - Sasken Communication Technologies Limited                                  | | - ZTE Corporation |
| Maig 2010           | | - NXP Software |                                                                              | | |
| Juliol 2010         | | - Access |                                                                              | - MediaTek | |
| Novembre 2010       | | - VisualOn |                                                                              | | |
| Desconegut          | - China Telecommunications Corporation - Telus - Bouygues Telecom                                       | - Cooliris - MOTOYA Co., Ltd. - OMRON                                                                                  | - Accenture - L&T Infotech - SQLStar International Inc. - Wipro Technologies | - Cypress Semiconductor Corporation - Freescale Semiconductor - Gemalto - Renesas Electronics Corporation - Via Telecom                                                          | - Alcatel Mobile Phones - Compal Communications - Foxconn - Haier - Kyocera - Lenovo Mobile Communication Technology Ltd. - NEC - Sharp Corporation |